# Liste der Biografien/Get
Liste der Biografien |
Portal Biografien |
Personensuche
# |
A |
B |
C |
D |
E |
F |
G |
H |
I |
J |
K |
L |
M |
N |
O |
P |
Q |
R |
S |
T |
U |
V |
W |
X |
Y |
Z |
?
 
Ga |
Gb |
Gc |
Gd |
Ge |
Gf |
Gh |
Gi |
Gj |
Gk |
Gl |
Gm |
Gn |
Go |
Gp |
Gq |
Gr |
Gs |
Gu |
Gv |
Gw |
Gy |
Gz
 
Gea |
Geb |
Gec |
Ged |
Gee |
Gef |
Geg |
Geh |
Gei |
Gej |
Gek |
Gel |
Gem |
Gen |
Geo |
Gep |
Ger |
Ges |
Get |
Geu |
Gev |
Gew |
Gex |
Gey |
Gez
Die Liste der Biografien führt alle Personen auf, die in der deutschsprachigen Wikipedia einen Artikel haben. Dieses ist eine Teilliste mit 91 Einträgen von Personen, deren Namen mit den Buchstaben „Get“ beginnt.

## Get
- Get Cape. Wear Cape. Fly (* 1986), englischer Folksänger und Songwriter

### Geta
- Geta (189–211), Mitregent des römischen Kaisers CaracallaGeta (189–211)

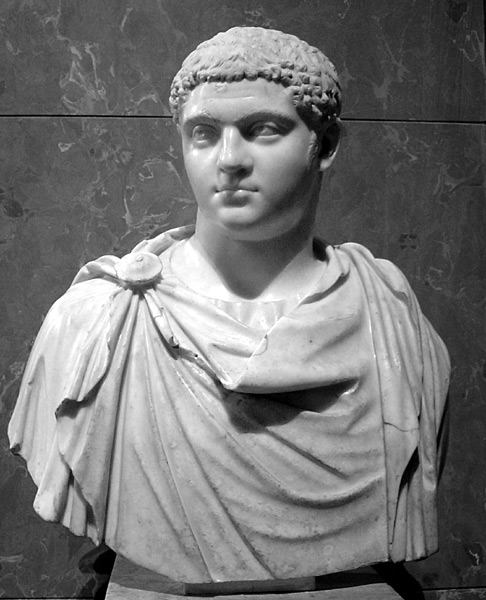
Geta (189–211)

- Geta, Gaius Licinius, römischer Konsul 116 v. Chr., Zensor 108 v. Chr.
- Geta, Gnaeus Hosidius, römischer Feldherr und Konsul 47
- Getachew, Adom, äthiopisch-amerikanische Politikwissenschaftlerin
- Getachew, Nigist (* 2002), äthiopische Mittelstreckenläuferin
- Getachew, Senayet (* 2005), äthiopische Langstreckenläuferin
- Getachew, Werkuha (* 1995), äthiopische Leichtathletin
- Getahon, Tadesse (* 1997), israelischer Langstreckenläufer äthiopischer Herkunft
- Getalado, Reynaldo (* 1959), philippinischer Ordensgeistlicher, römisch-katholischer Bischof von Rarotonga
- Getaldić, Marin (1568–1626), Mathematiker und Physiker
- Getaneh, Genet (* 1986), äthiopische Langstreckenläuferin
- Getautas, Aleksandras (* 1976), litauischer Handballspieler und -trainer

### Getc
- Getchell, Robert (1936–2017), US-amerikanischer Drehbuchautor und Universitätsprofessor

### Gete
- Geterijew, Qasbek (* 1985), kasachischer Fußballspieler

### Geth
- Gethin, Peter (1940–2011), britischer RennfahrerPeter Gethin (1940–2011)

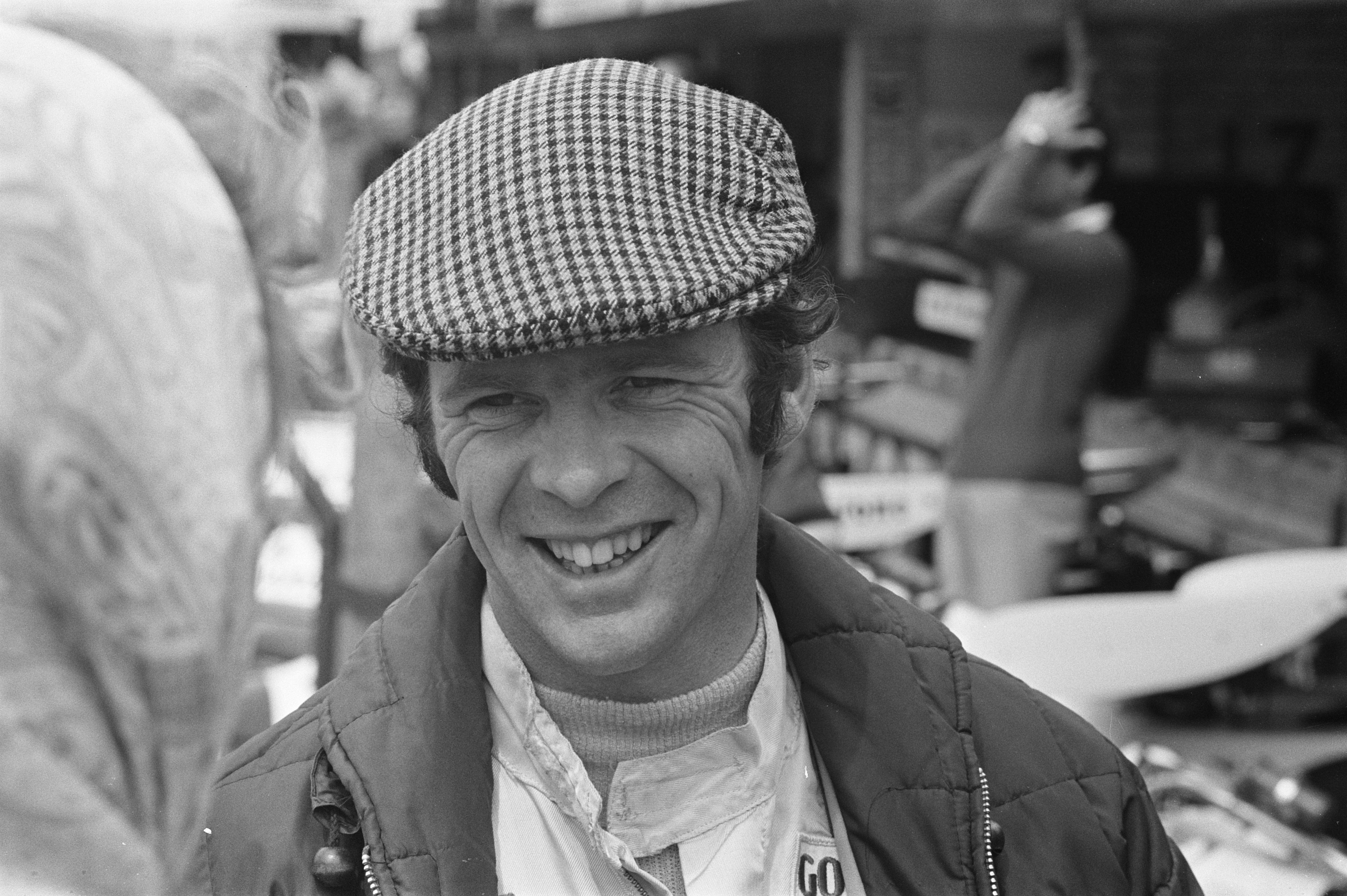
Peter Gethin (1940–2011)

- Gething, Amelia (* 1999), britische Schauspielerin und Influencerin
- Gething, Vaughan (* 1974), walisischer Politiker (Labour und Co-operative)
- Gethins, Stephen (* 1976), britischer Politiker
- Gethmann, Carl Friedrich (1777–1865), Blankensteiner Unternehmer, Kaufmann, Tuchweber, Gewerke, Kohlenhändler
- Gethmann, Carl Friedrich (* 1944), deutscher Philosoph
- Gethmann, Hildegard (1903–1988), deutsche Juristin und Frauenrechtlerin
- Gethmann-Siefert, Annemarie (* 1945), deutsche Philosophin

### Geti
- Getinjo (* 1990), kosovarischer Singer-Songwriter

### Getl
- Getlinger, Fritz (1911–1998), deutscher Fotograf

### Getm
- Getman, Andrei Lawrentjewitsch (1903–1987), sowjetischer Armeegeneral
- Getman, Jake (* 2007), US-amerikanischer Schauspieler und Synchronsprecher
- Getman, Nikolai Iwanowitsch (1917–2004), ukrainisch-russischer Maler

### Geto
- Getoor, Lise, US-amerikanische Informatikerin
- Getoor, Ronald (1929–2017), US-amerikanischer Mathematiker
- Getowa, Plamena (* 1953), bulgarische Schauspielerin
- Getowa, Wenera (* 1980), bulgarische Diskuswerferin

### Getr
- Getreu, John (1944–2023), US-amerikanischer Mörder
- Getrost, Robin (* 1980), deutscher Drehbuchautor
- Getrost, Wolfgang (* 1951), deutscher Fußballspieler und Fußballtrainer

### Gets
- Gets, Malcolm (* 1964), US-amerikanischer Schauspieler
- Getsch, Ulrich (* 1949), deutscher Politiker (parteilos) und Pädagoge

### Gett
- Gette, Emil (1840–1887), deutscher Architekt, preußischer Baubeamter
- Gette, Oswald (1872–1941), deutscher Maler
- Gette, Paul-Armand (1927–2024), französischer Künstler
- Gettelfinger, Gerald Andrew (* 1935), US-amerikanischer Geistlicher, emeritierter Bischof von Evansville
- Gettelfinger, Ronald Anthony (* 1944), US-amerikanischer Gewerkschafter, Präsident der nordamerikanischen Gewerkschaft United Auto Workers
- Gettier, Edmund (1927–2021), US-amerikanischer PhilosophEdmund Gettier (1927–2021)

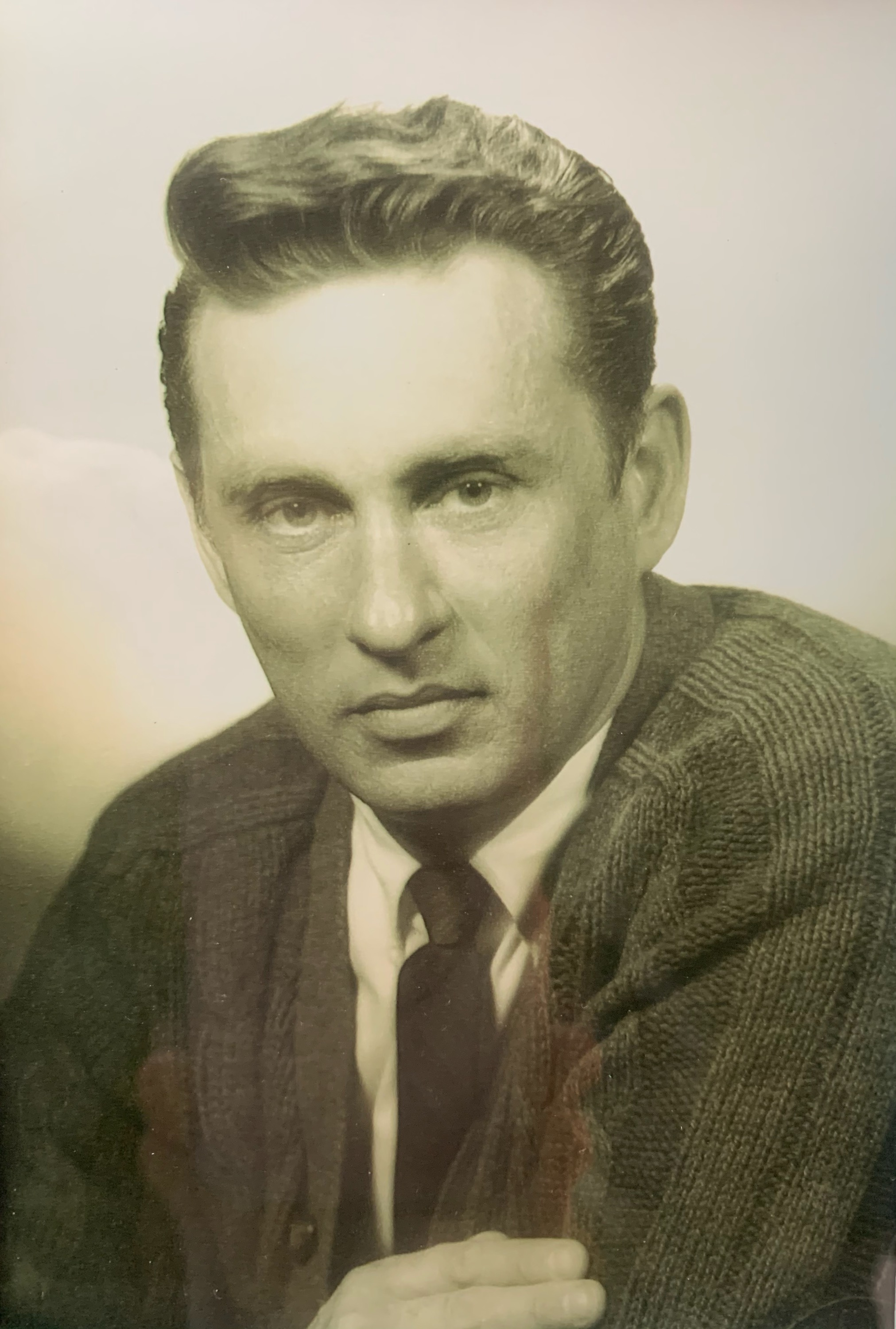
Edmund Gettier (1927–2021)

- Getting, Ivan A. (1912–2003), US-amerikanischer Ingenieur
- Gettinger, Reinhold (1935–2004), deutscher Fußballspieler
- Gettkandt, Philipp Ernst von (1736–1808), preußischer Generalmajor und Chef des Husarenregiments Nr. 1
- Gettke, Ernst (1841–1912), deutscher Schauspieler und Theaterdirektor
- Gettke, Josefa (1895–1989), deutsche Theater- und Filmschauspielerin während der Stummfilmzeit
- Gettleman, Marvin E. (1933–2017), US-amerikanischer Historiker
- Gettler, Alexander O. (1883–1968), US-amerikanischer Biochemiker und Pionier der forensischen Toxikologie
- Gettner, Johann Georg (1645–1696), Theaterschauspieler, Theaterleiter
- Getto, Almut (* 1964), deutsche Regisseurin
- Getto, Andrea (* 1959), deutsche Hörspielregisseurin und Autorin
- Getto, Giovanni (1913–2002), italienischer Romanist und Italianist
- Gettu, Prasanna, indische Viktomologin, Frauen- und Menschenrechtsaktivistin
- Gettwart, Belen (* 2002), deutsche HandballspielerinBelen Gettwart (* 2002)

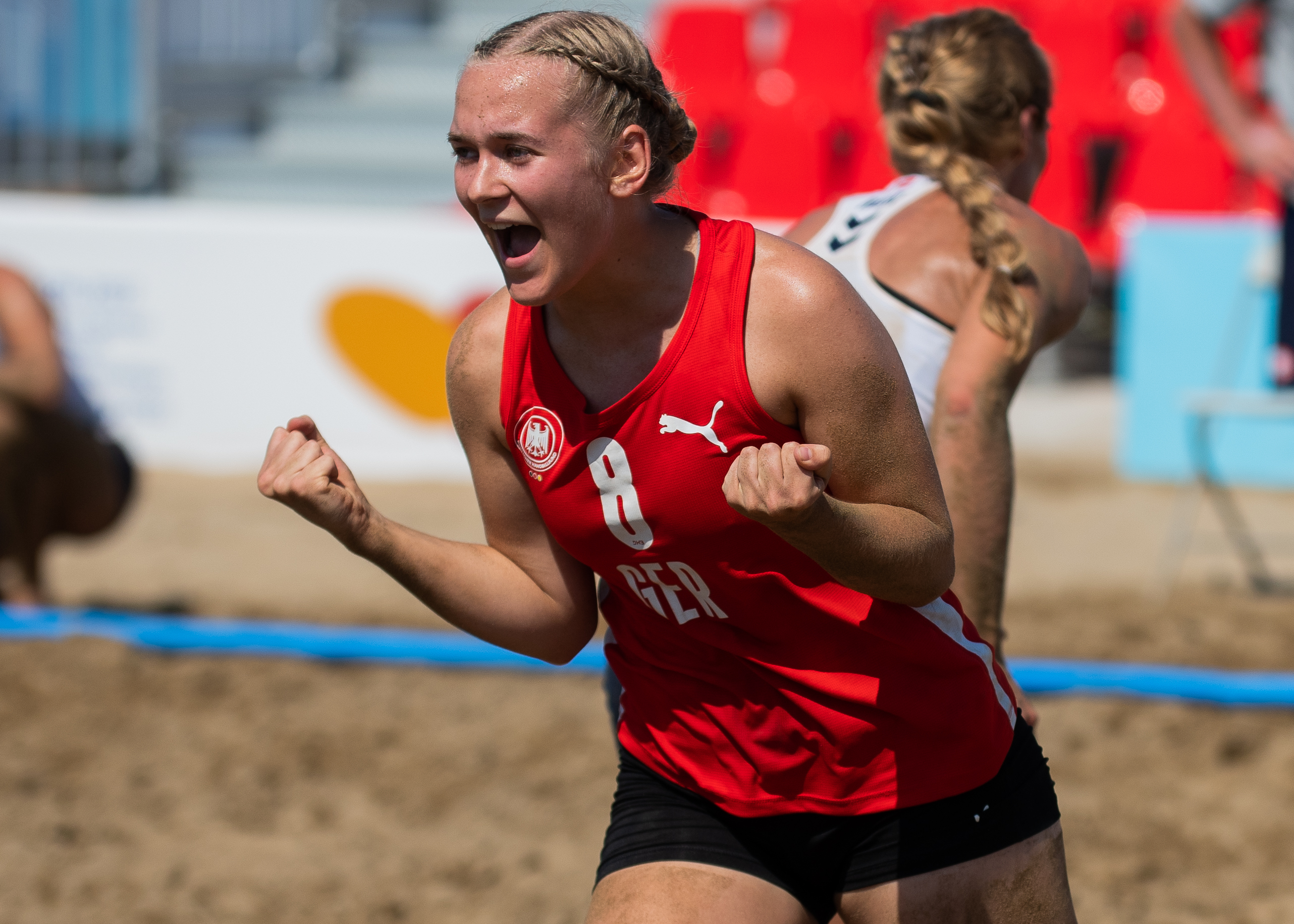
Belen Gettwart (* 2002)

- Gettwart, Fabienne (* 1996), deutsche Tennisspielerin
- Getty, Aileen (* 1957), US-amerikanische Philanthropin
- Getty, Ann (1941–2020), US-amerikanische Verlegerin und Philanthropin
- Getty, Balthazar (* 1975), US-amerikanischer Schauspieler und Musiker
- Getty, Clyde (* 1961), argentinischer Freestyle-Skier
- Getty, Don (1933–2016), kanadischer Sportler, Unternehmer und Politiker
- Getty, Estelle (1923–2008), US-amerikanische SchauspielerinEstelle Getty (1923–2008)

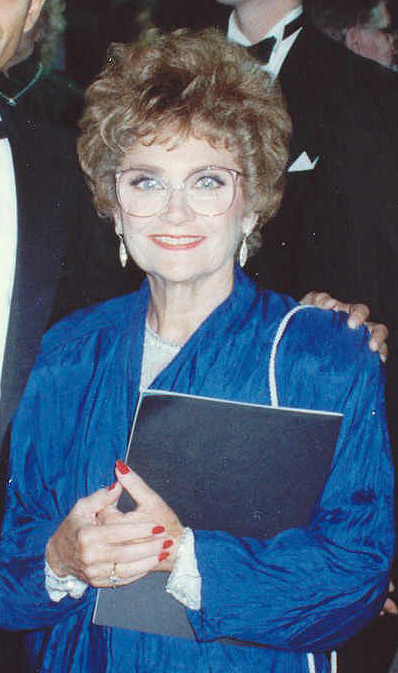
Estelle Getty (1923–2008)

- Getty, Gisela (* 1949), deutsche Fotografin, Regisseurin, Designerin und Schriftstellerin
- Getty, Gordon (* 1933), US-amerikanischer Unternehmer, Mäzen und Komponist
- Getty, J. Arch (1950–2025), US-amerikanischer Historiker
- Getty, J. Paul (1892–1976), US-amerikanischer Öl-Tycoon, Industrieller und Kunstmäzen
- Getty, Jeff (1957–2006), US-amerikanischer AIDS-Aktivist
- Getty, John Paul II (1932–2003), britisch-amerikanischer Milliardär und Mäzen
- Getty, John Paul III (1956–2011), US-amerikanischer Milliardär, Entführungsopfer
- Getty, Mark (* 1960), US-amerikanischer Unternehmer
- Getty, Talitha (1940–1971), Schauspielerin
- Gettys, Charles M. (1915–1982), US-amerikanischer Offizier, Generalmajor der US-Army
- Gettys, Jim (* 1953), amerikanischer Programmierer
- Gettys, Thomas S. (1912–2003), US-amerikanischer Politiker

### Getu
- Getulius, christlicher Märtyrer und Heiliger

### Getz
- Getz, James Lawrence (1821–1891), US-amerikanischer Politiker
- Getz, Jane (* 1948), US-amerikanische Jazzpianistin und Studiomusikerin
- Getz, John (* 1946), US-amerikanischer Schauspieler
- Getz, Stan (1927–1991), amerikanischer TenorsaxophonistStan Getz (1927–1991)

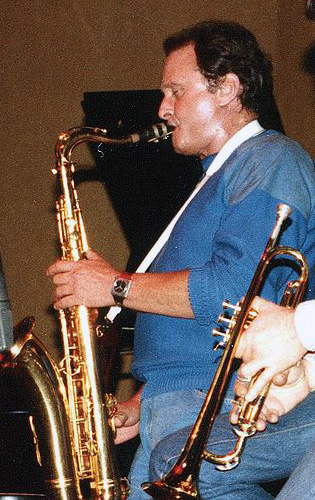
Stan Getz (1927–1991)

- Getz, Stella (* 1976), norwegische Popsängerin
- Getzeny, Heinrich (1894–1970), deutscher Kulturphilosoph und Publizist
- Getzinger, Alexia (* 1967), österreichische Politikerin (SPÖ), Abgeordnete zum Landtag Steiermark a. D.
- Getzinger, Hans, böhmischer Werkmeister
- Getzinger, Rudy (* 1943), US-amerikanischer Fußballspieler
- Getzlaf, Ryan (* 1985), kanadischer Eishockeyspieler
- Getzler, Ezra (* 1962), australischer Mathematiker
- Getzler, Israel (1920–2012), deutsch-israelischer Historiker
- Getzner, Christian (1782–1848), österreichischer Textilindustrieller
- Getzow, Varda, israelische Künstlerin
- Getzowa, Sophia (1872–1946), russische Medizinerin und Hochschullehrerin